# Christoph Dientzenhofer

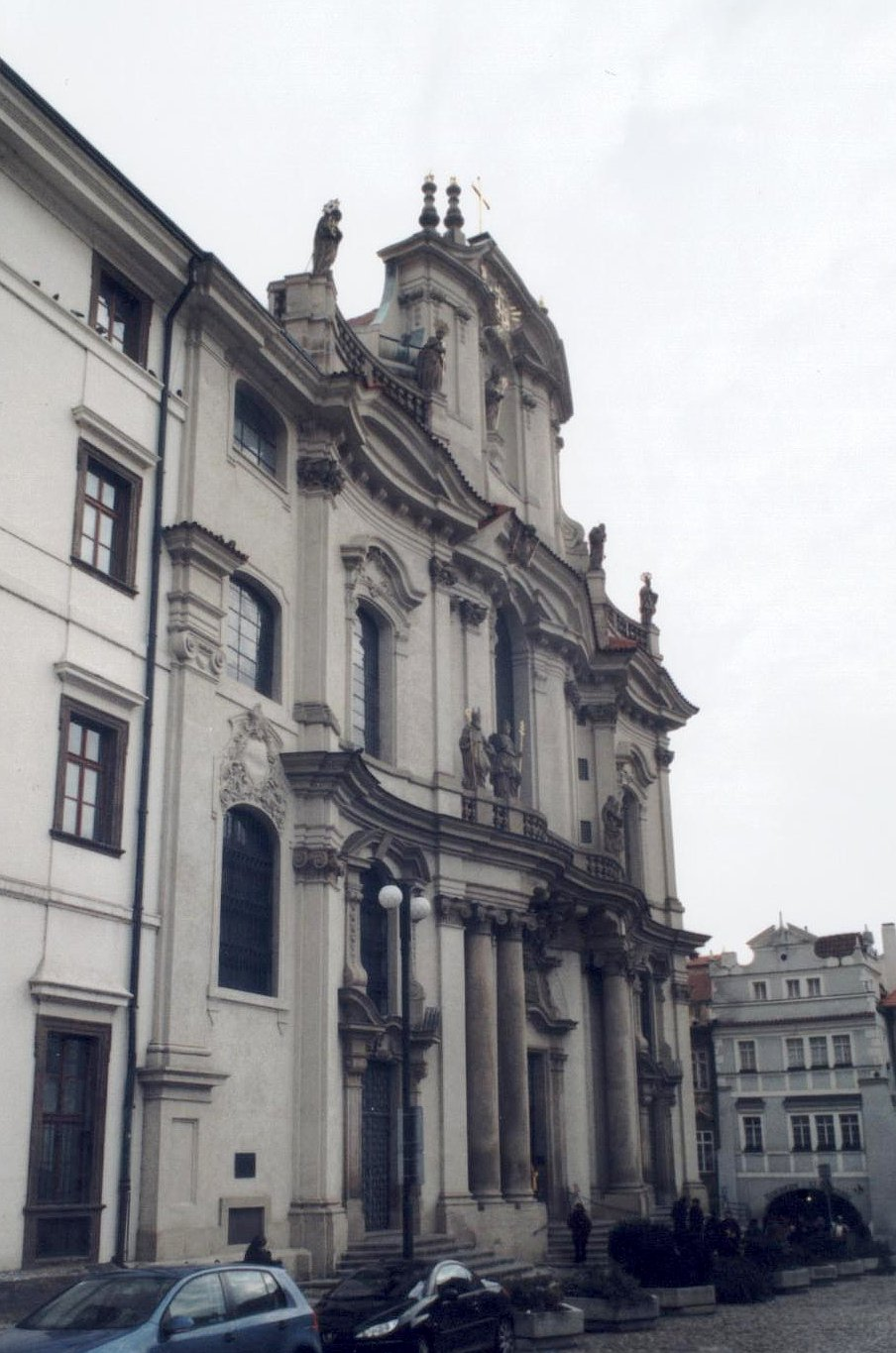
Sankt Niklaskyrkan i Prag.

Christoph Dientzenhofer, född 7 juli 1655, död 20 juni 1722, var en böhmisk arkitekt. Han var far till Kilian Ignaz Dientzenhofer.
Dientzenhofer verkade som arkitekt i Prag, där han uppförde flera kyrkor och palats, varav främst märks den av honom påbörjade Sankt Niklaskyrkan. Han var starkt påverkad av Francesco Borrominis italienska stil, såsom den framträtt i Sydtyskland, och skapade med sina verk ett nytt skede i den böhmiska barocken.
Asteroiden 5318 Dientzenhofer är uppkallad efter honom och hans son.